# きらめきスターロード♪イントロ倶楽部♪
『きらめきスターロード♪イントロ倶楽部♪』は、タイトーから1997年にリリースされたアーケード向けイントロクイズゲーム。本記事では、2006年にニンテンドーDS向けにアレンジされた『クイズ きらめきスターロード』についても合わせて説明する。

## 概要
1997年に登場したアーケード向けイントロクイズゲーム。イントロと共に出題されるクイズに4択の中から制限時間内に正答を重ねていき、各面に課せられているノルマを正答すれば面クリアとなる。誤答あるいは時間切れでライフを一つ失い、ライフをすべて失うとゲームオーバーとなる「ライフ制」となっている。
面数はクイズ7つ、それ以外のミニゲーム3つの全10ラウンド。各面の成績や要した時間によって女の子の人気上昇度が変動し、最終的な人気の度合いや選んだ選択肢の傾向によって、女優、演歌歌手、子供番組のお姉さんなどエンディングが変わる。ライフ制のため、低成績エンディングを1クレジットでは見ることはできない。
音源には、当時タイトーが発売していた通信カラオケ機と同等のものが使用されている。

## クイズ きらめきスターロード
ニンテンドーDS向けにアレンジ移植されたクイズゲーム。タイトーから2006年8月10日に発売。登場キャラクターや各面の構成など、基本的な要素は同じである。アーケード版と異なる点は以下の通り。
- 問題数は10,000問。
- アーケード版のイントロクイズではなく、通常のクイズゲームとなった。
- 各面の選択肢と、影響するキャラクター性の関連が明示されている。
- 登場キャラクターの声が違う。台詞も一部異なる。
- ゲームオーバーの概念が無い。アーケード版のライフ制と異なり、誤答や時間切れを繰り返しても、セーブデータを途中破棄しない限り必ずエンディングに到達できる。そのため、低成績エンディングが容易に見ることが可能となっている。

## 登場キャラクター
一条寺愛弓（声優：高田由美）
「ちょっとキツそうな」女の子。『まじかるで～と ドキドキ告白大作戦』からの登用。
橘香織（声優：成田紗矢香）
「フツーに可愛い」女の子。
田辺みさこ（声優：佐々木日菜子）
「地味目」の女の子。オタク気質なところがあり、アニメやゲームなどに詳しいのだが、「サイキックフォース」のことはよく知らないらしい。作中のコスプレイベントで、エミリオの格好をしているのに正解時リアクションでウォンの技を出しているのはそのせい。
パトラ子 （声優：浅田葉子）
DS版にて登場する隠しキャラクター。『クレオパトラフォーチュン』の主人公からの登用。